# Phare d'Auskerry
Le phare d'Auskerry est un phare du Royaume-Uni situé au nord de l'Écosse continentale, sur la petite île d'Auskerry (archipel des Orcades). Il est géré par le Northern Lighthouse Board (NLB) d'Édimbourg.
Il a été construit en 1866–1867 par David et Thomas Stevenson, deux célèbres constructeurs de phares des îles Britanniques,. Il s'agit d'une tour circulaire blanche de 34 mètres de hauteur émettant une lumière blanche toutes les vingt secondes d'une portée de 18 milles,.